# المرصد الستراتوسفيري لعلم فلك الأشعة تحت الحمراء

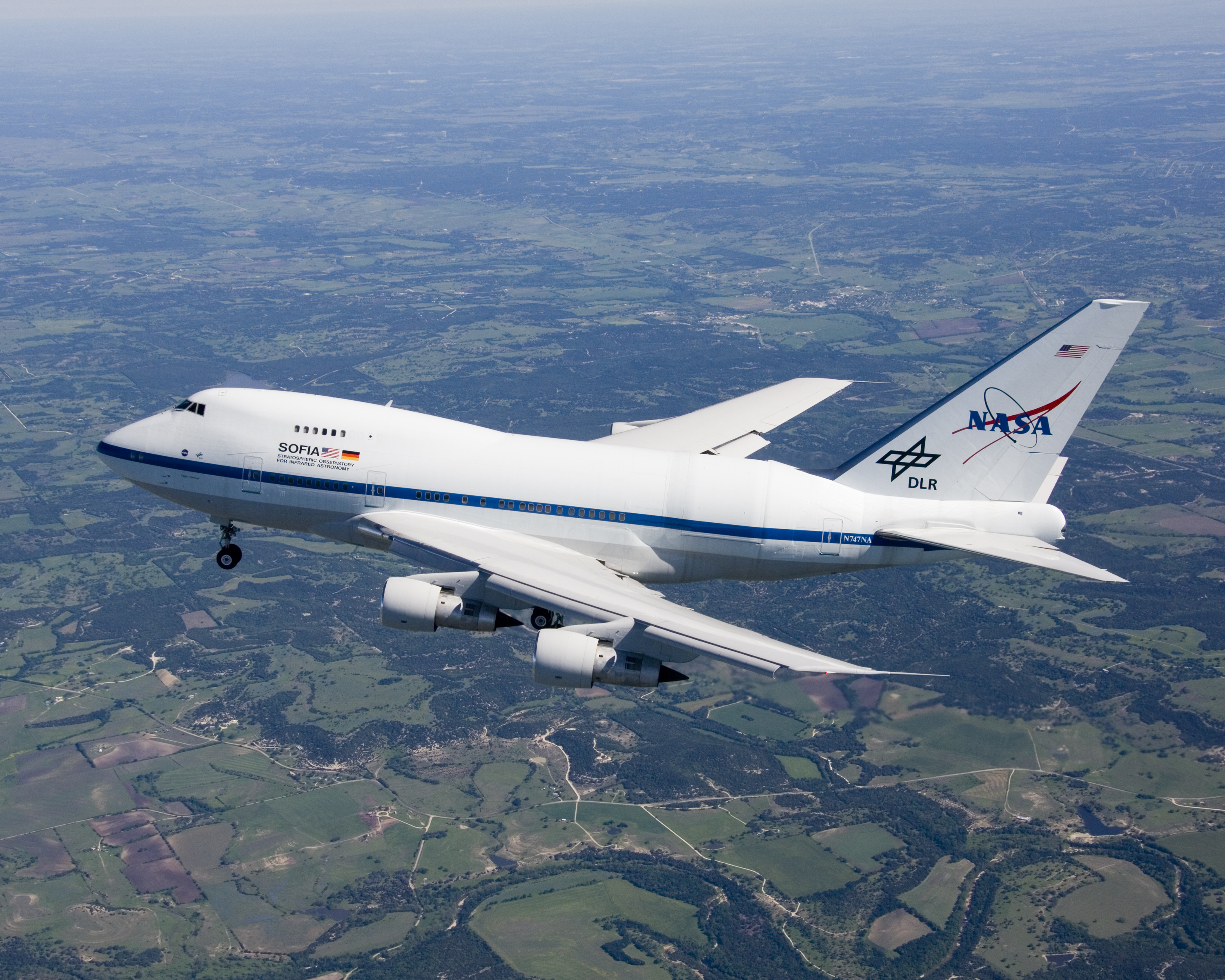
أول بعثة طيران لصوفيا في 26 أبريل 2007.

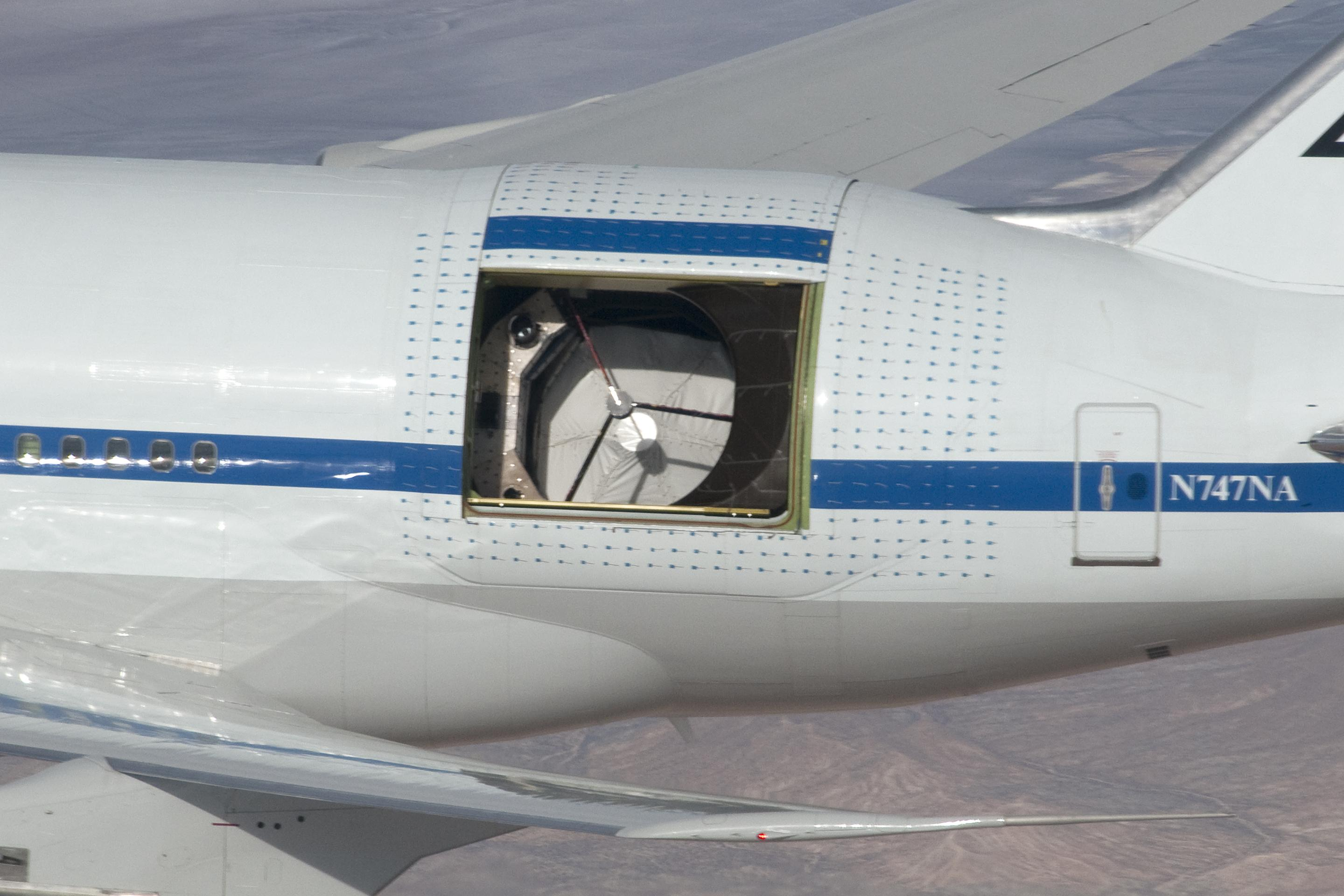
مرآة المقراب وراء النافذة المفتوحة.

المرصد الستراتوسفيري لعلم فلك الأشعة تحت الحمراء (بالإنجليزية: Stratospheric Observatory of Infrared Astronomy) أو صوفيا اختصارًا (SOFIA)، هي طائرة من نوع بوينغ 747 إس بي تبلغ قيمتها مليار دولآر تستغلها ناسا بالأشتراك مع المركز الألماني للطيران والفضاء DLR تحمل على متنها تلسكوب يبلغ قطر مرآته 7و2 متر ووزنه نحو 17 طن. أثناء طيران الطائرة على ارتفاع طبقة الستراتوسفير (بين أرتفاع 12 كيلومتر و 50 كيلومتر)، تنفتح نافذة التلسكوب ويبدأ في تسجيل الأشعة تحت الحمراء القادمة من أعماق الكون.

## وصف المشروع

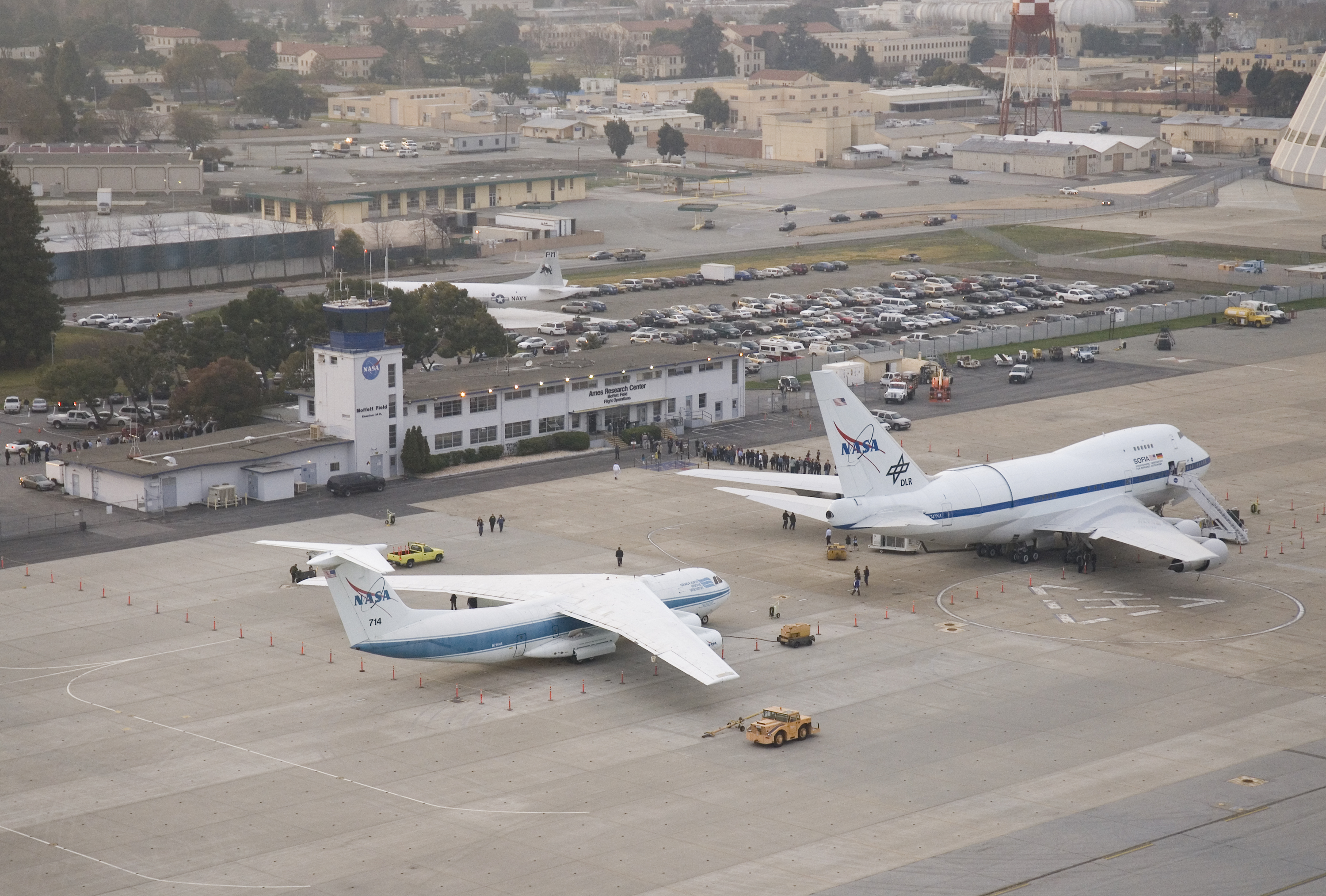
KAO and SOFIA, مركز أبحاث آميس 2008.

اختصار اسم التلسكوب الطائر هو «صوفيا» SOFIA وهي طائرة من نوع بوينغ 747 إس بي تعمل كمرصد كوني لقياس الأشعة تحت الحمراء القادمة من أعماق الكون، وهي تقوم بهذا العمل منذ نحو 20 عاما. تقوم بتشغيلها ناسا بالاشتراك مع جامعة شتوتغارت والمركز الألماني للطيران والفضاء بألمانيا. وعند القيام ببعثة فهي تستغرق ثلاثة ليالي أو أربعة كل أسبوع حيث تسجل رصدها لمدد تصل إلى 8 ساعلت يوميا على ارتفاع بين 12 - 14 كيلومتر. وقد خلف المرصد صوفيا المرصد السابق له وهو «مرصد كويبر أيربورن» الذي عمل بين عامي 1974 و1995. وتأتي لنا تلك المراصد الطائرة المحملة بتلسكوب للاشعة تحت الجمراء بميزات حيث تطير فوق طبقة تروبوسفير الجوية التي تمتص الأشعة تحت الحمراء وتمنع الساكن على الأرض من رؤيتها. كما أن صيانة التلسكوب والطائرة منخفضة بالإضافة إلى أمكانية إدخال تعديلات وتطوير للأجهزة العلمية بسهولة على الطائرة عن إرسال تلك الأجهزة بالأقمار الصناعية.
وفوق ذلك فيبلغ عمر التلسكوب المحمول على طائرة نحو 20 عاما، بعكس التلسكوب الذي يحمله قمر صناعي فعمره يكون عدة سنوات فقط، بسبب استهلاك الهيليوم المخزون فيه بغرض التبريد

## انجازات صوفيا العلمية
قام المرصد صوفيا  بأول بعثة طيران في 18 ديسمبر 2009 حيث قام المرقاب بتسجيل قياسات وكانت النافذة مفتوحة تماما. وتم ذلك الاختبار لمدة دقيقتين من زمن طيران نحو 79 دقيقة. ورأت صوفيا أول ضوء في 26 مارس 2010 حيث قامت بتسجيل حوصلة المجرة مسييه 82 وحرارة من كوكب المشتري منبعثة خلال تشكيلات سحابية تغطيه.
ثم بدأت سلسلة من البعثات الدورية للطيران بدأت في ديسمبر 2010، وأعلن أن المرصد سيكون في حالته المثلى للقيام برصده عام 2014، حيث من المخطط أن تقوم الطائرة بنحو 100 طلعة استكشافية سنويا.

## معرض صور

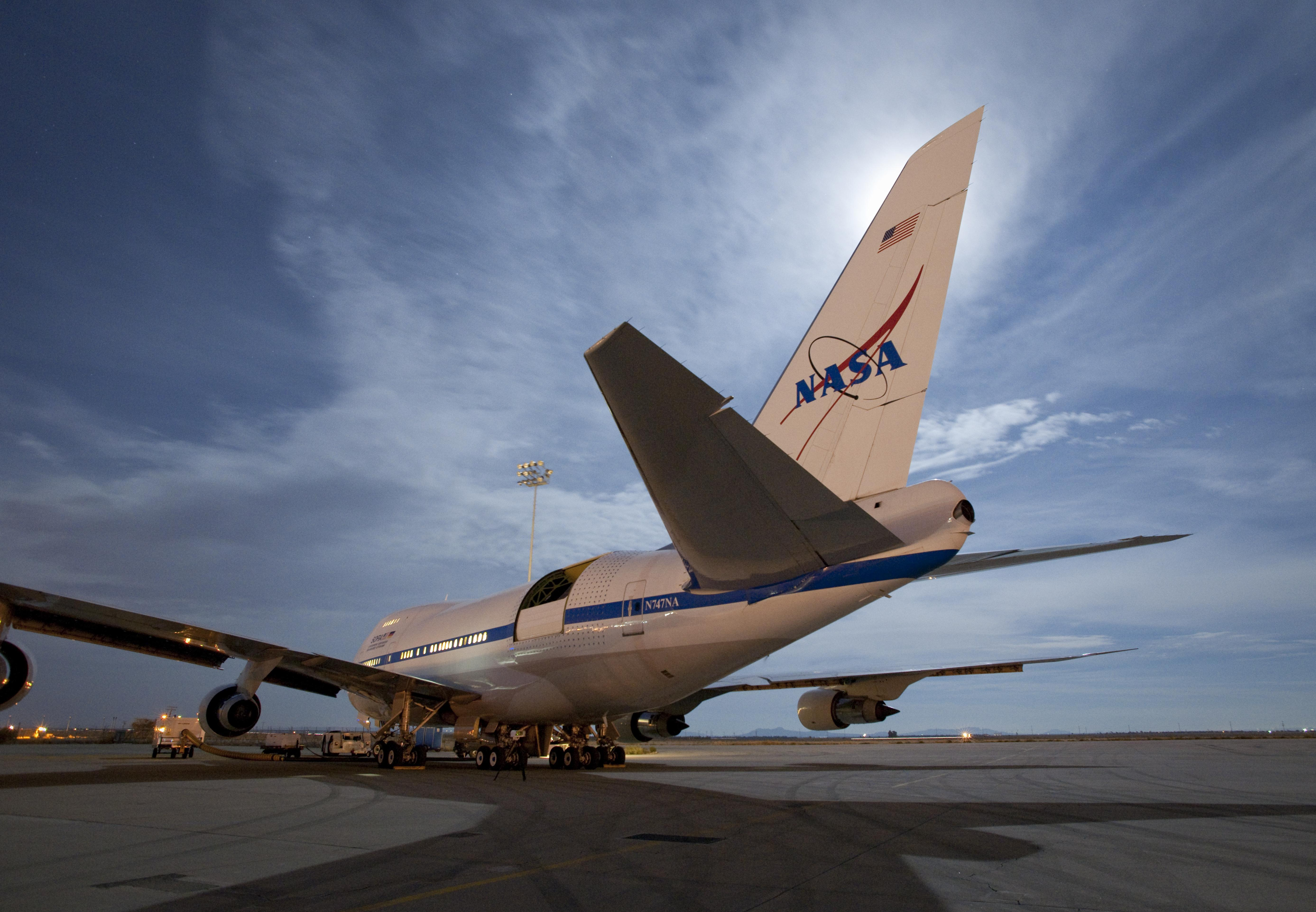
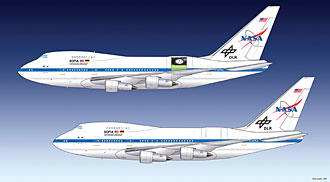
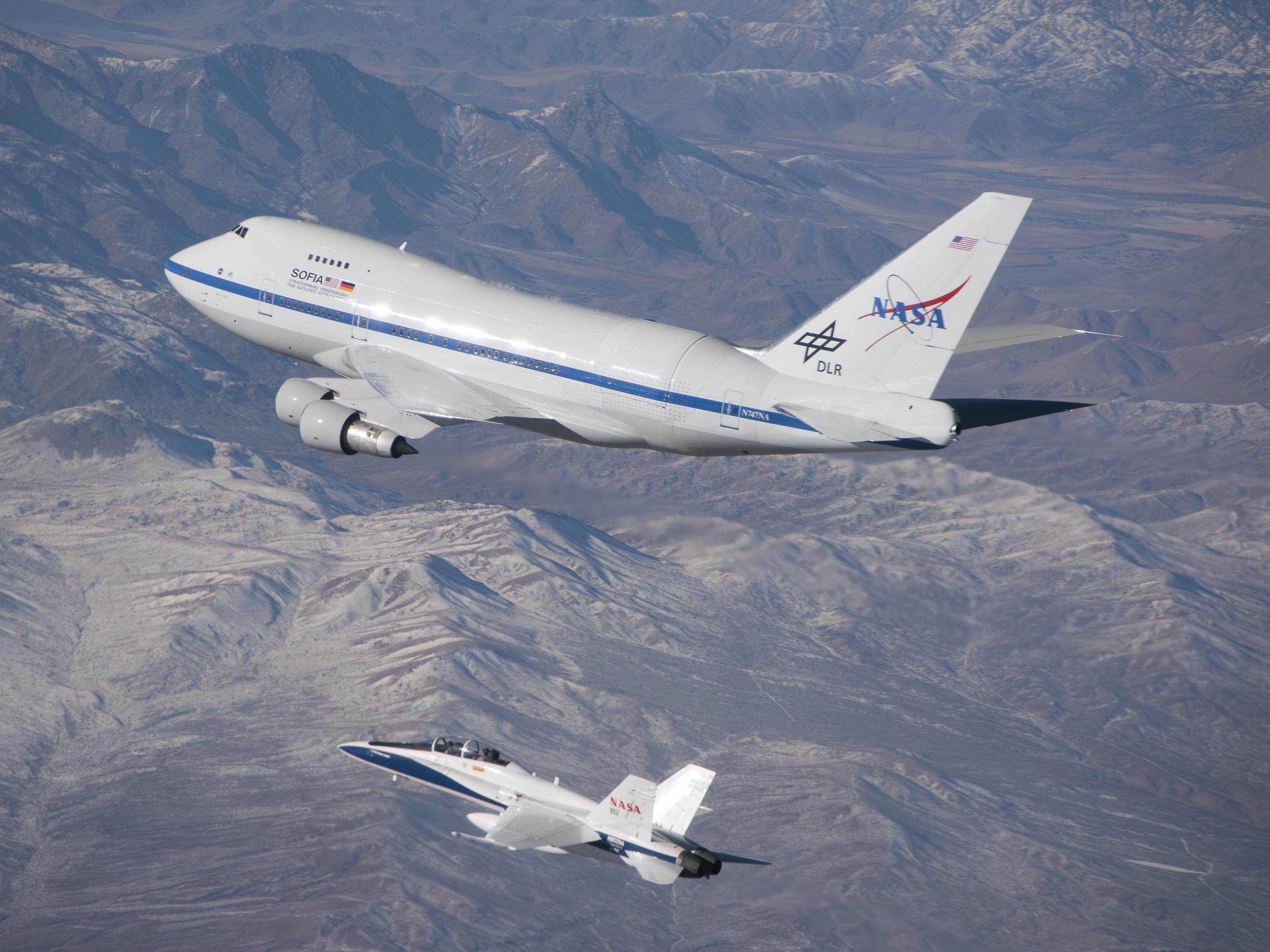
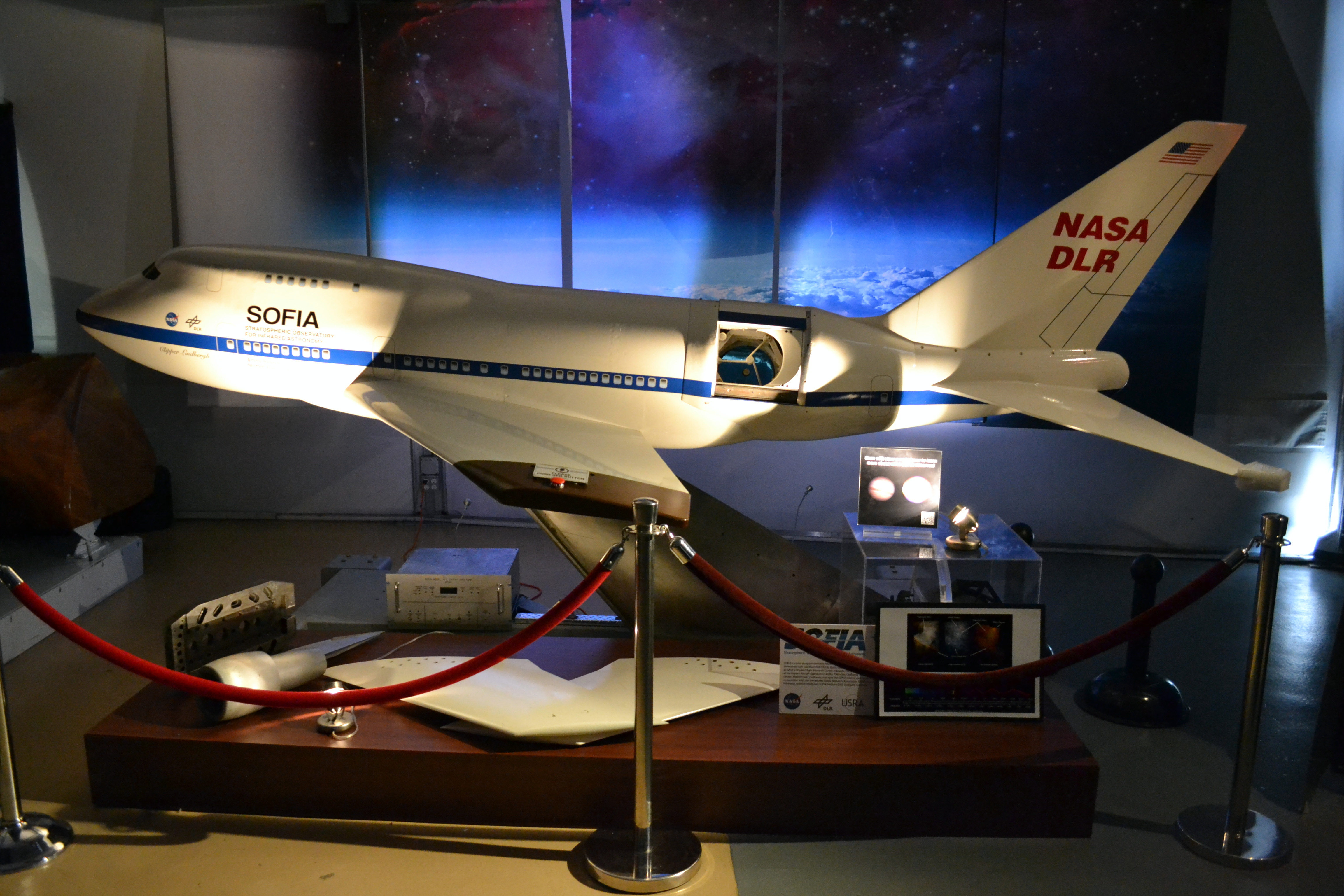
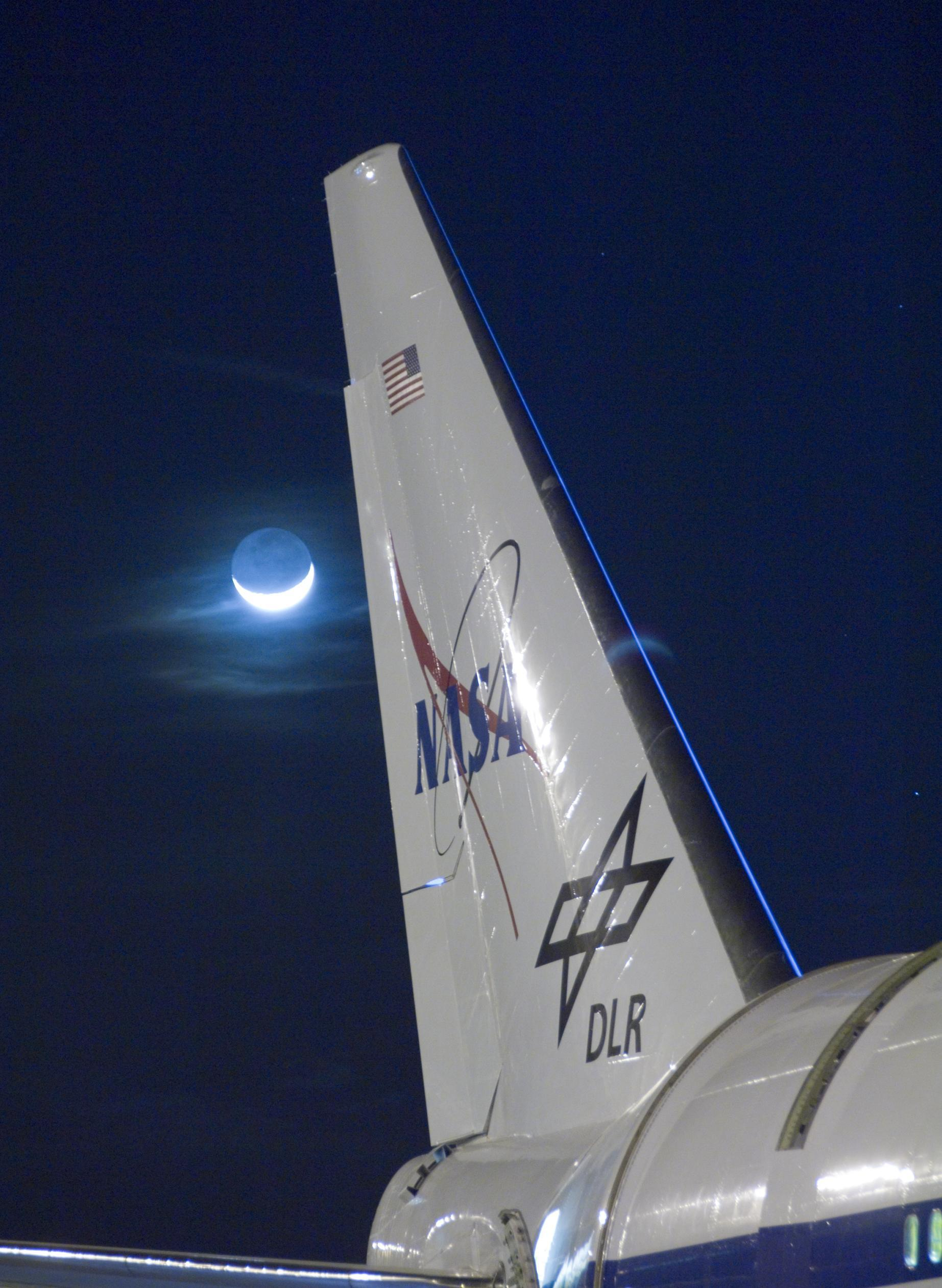

## وصلات خارجية
- SOFIA Science Center, USRA & DSI
- SOFIA mission, ناسا
- SOFIA Mission Profile by Solar System Exploration at ناسا
- DLR's SOFIA Website
- SOFIA on Astronomy Picture of the Day
- Stratospheric Observatory For Infrared Astronomy (SOFIA), Department of Astronomy and Astrophysics at جامعة شيكاغو
- SOFIA: Stratospheric Observatory For Infrared Astronomy, Moonfest 2009 by ناسا

## اقرأ أيضا
- مرصد هايدلبرج
- مقراب
- تلسكوب فضائي
- تلسكوب ولتر
- التوسع الكوني
- تلسكوب العدسات
- نظارة مقربة
- مجهر
- مجهر إلكتروني
- التلسكوب العظيم VLT
- تلسكوب المسح الفلكي VLT
- مرصد شاندرا الفضائي للأشعة السينية
- بيبوساكس
- مرصد سويفت الفضائي